# Murmur (demonio)

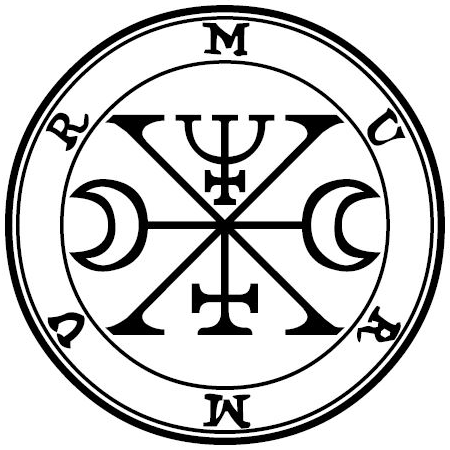
Sello de Murmur.

En demonología, Murmur es un Gran Duque y Conde del Infierno, y tiene treinta legiones de demonios bajo su mandato. Enseña Filosofía, y puede obligar a las almas de los difuntos a aparecer ante el mago para responder cada pregunta formulada.
Murmur es representado como un soldado cabalgando un buitre o un grifo, y llevando un cuervo. Dos de sus ministros van antes que él haciendo el sonido de las trompetas. “Murmur” en latín significa ruido, susurro, murmullo y el sonido de la trompeta. Algunos autores le dibujan simplemente como un buitre.
Otros nombres: Murmus, Murmuur, Murmux.